# Réserve naturelle de Puhatu
 La réserve naturelle de Puhatu est une réserve naturelle de 123 km2 située dans l'est de l'Estonie, dans le comté d'Ida-Viru.

## Description
La réserve naturelle est centrée sur l'une des plus grandes zones humides d'Estonie, composée de tourbières, de forêt alluviale et de la rivière Poruni. La zone humide a diminué en raison de l'exploitation des schistes bitumineux, de la production de tourbe et du drainage. La réserve naturelle abrite 21 espèces différentes de plantes protégées et un certain nombre de mammifères et d'oiseaux inhabituels, dont trois types d'aigles. La réserve constitue également une étape importante pour les espèces migratrices. Un parcours d'étude a été aménagé pour les visiteurs.